# Brevard (Karolina Północna)
Brevard – miasto w Stanach Zjednoczonych, w stanie Karolina Północna, siedziba administracyjna hrabstwa Transylvania.